# DVD+RW

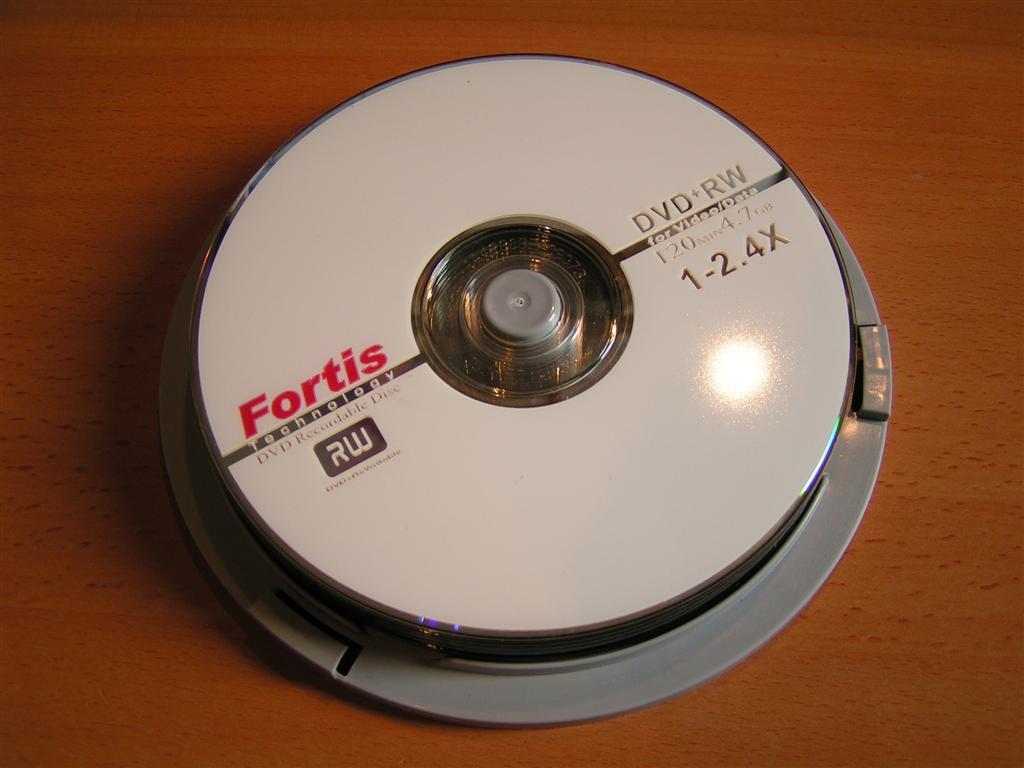
Диск DVD+RW

DVD+RW — тип компакт-диску, за місткістю рівний DVD+R, 4,7 Гб (інтерпретується як ≈ 4,7 · 109 байт, що на практиці дорівнює приблизно 4,38 Гб) даних. Має 2295104 секторів по 2048 байтів кожний. 
Формат спроектований групою корпорацій, відомою під назвою DVD+RW Alliance під кінець 1997 року. До 2001 року не випускався, коли був перероблений, і ємність зросла з початкових 2,8 GB до сучасних 4,7 GB. Хоча цей формат не був прийнятий DVD-форумом, він є досить популярним і обслуговується приблизно 75% DVD — приводів, зокрема DVD±RW — приводами.
На відміну від DVD-RW, формат DVD+RW був стандартом раніше за DVD+R. Диски DVD+RW можуть бути перезаписувані до 1000 разів, як і диски CD-RW і тому використовуються для запису запасних копій, або записів, які потрібно часто змінювати. 